# Gijs Tuinman

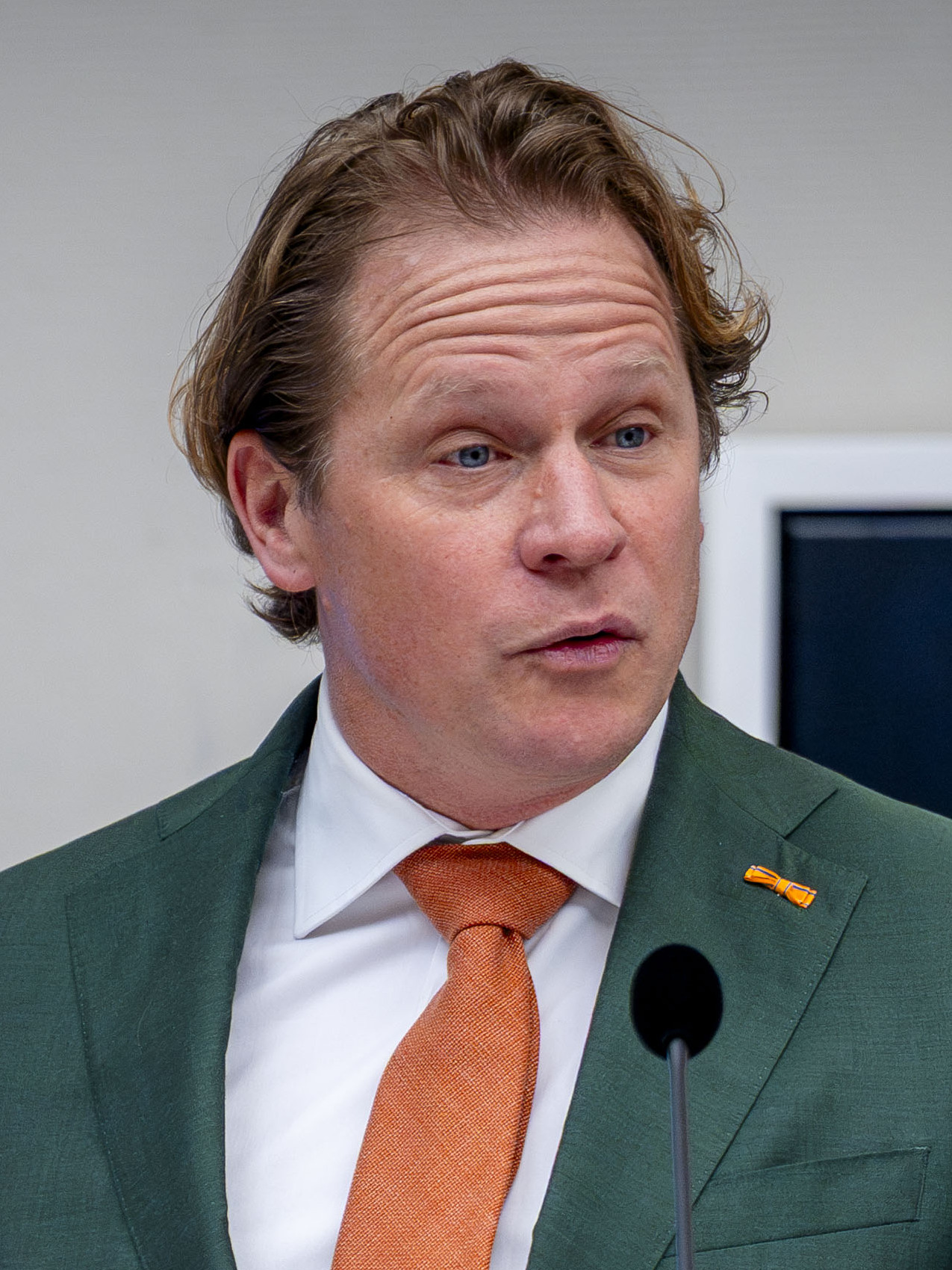
Gijs Tuinman, 2025

Gijs Pepijn Tuinman (ausgesprochen [ɣɛis pəˈpɛin ˈtœynmɑn]; * 15. November 1979 in Heerlen) ist ein niederländischer Offizier und Politiker der Bauern-Bürger-Bewegung (BBB), der seit Juli 2024 als Staatssekretär für Verteidigung im Kabinett Schoof amtiert. In den vorangegangenen sieben Monaten war er Mitglied der Abgeordnetenkammer. Tuinman ist Ritter (4. Klasse) des Militär-Wilhelms-Ordens, des ältesten und höchsten Ritterordens des Königreichs der Niederlande. Er ist einer von nur drei lebenden Mitglieder dieses Ordens.

## Frühes Leben
Gijs Tuinman wurde 1979 in Heerlen (Limburg) geboren, wo er von 1992 bis 1998 das Bernardinuscollege besuchte.

## Militärische Karriere
Im Jahr 1998 ging er auf die Koninklijke Militaire Academie in Breda. Im Jahr 2001 wurde er Zugführer im Korps Commandotroepen. Bis 2009 nahm er an mindestens fünf Einsätzen in Afghanistan, mehreren Einsätzen in Afrika und anderen Missionen teil. Am 7. Oktober 2009 wurde er für einen Einsatz im Jahr 2006 mit dem Bronzenen Löwen ausgezeichnet, der zweithöchsten militärischen Auszeichnung, die von Königin Beatrix verliehen wurde.
Von 2009 bis 2012 arbeitete er als politischer Berater für Sondereinsätze im Verteidigungsministerium in Den Haag. Danach wurde er „ziviler“ Berater bei Deloitte. Im Jahr 2013 kehrte er in den Militärdienst zurück.
Am 4. Dezember 2014 wurde Tuinman im Binnenhof in Den Haag von König Willem-Alexander zum Ritter IV. Klasse des Militär-Wilhelms-Ordens geschlagen. Der König nahm in seiner Weihnachtsansprache 2014 Bezug auf Tuinman und Olympiasieger Epke Zonderland.

## Politik
Im November 2023 wurde er auf Listenplatz drei der Bauern-Bürger-Bewegung in die Abgeordnetenkammer gewählt und wurde Sprecher des BBB für Außenpolitik, Handel, Verteidigung und Beziehungen zum Königreich. Tuinman sagte im Februar 2024 – während der russischen Invasion in der Ukraine – im BNR Nieuwsradio, dass die Niederlande seiner Meinung nach die Verteidigung Mittel- und Osteuropas durch die NATO gegen Russland aktiver unterstützen sollten. Er schlug vor, dass niederländische Soldaten dauerhaft in Litauen oder Polen stationiert werden sollten.
Nachdem PVV, VVD, NSC und BBB das Kabinett Schoof gebildet hatten, wurde Tuinman am 2. Juli 2024 als Staatssekretär für Verteidigung vereidigt. Sein Ressort umfasst Personal, Material, Immobilien, Verteidigungsindustrie, IT und Innovation, physische und soziale Sicherheit sowie Resilienz.
Vor Beginn seiner Amtszeit bekräftigt Tuinman, dass er die niederländische Streitkräfte in der „Vorreiterrolle“ sieht, die Ukraine in dem Krieg gegen Russland zu unterstützen. Tuinmans erster Arbeitsbesuch war im Juli 2024 bei der in Litauen stationierten 350 Mann starken niederländischen Einheit der enhanced Forward Presence (eFP) der NATO.